# نادي سيمبا
نادي سيمبا الرياضي هو نادي كرة قدم من دار السلام، يقع في شارع مسيمبازي، كارياكو، تنزانيا. تأسس الفريق عام 1936. يتم لعب مباريات النادي في ملعبين، استاد أوهورو واستاد بينجامين مكابا الوطني.

## التاريخ
نادي سيمبا الرياضي هو واحد من أكبر نوادي كرة القدم في تنزانيا، وغريمه التقليدي هو نادي يانج أفريكانز.
كان للنادي عدة أسماء خلال تاريخه. عندما تأسس في عام 1936 ، تم تسمية النادي باسم كوينز ، تم تغييره فيما بعد إلى إيجلز ودار سندرلاند ، وفي عام 1971 تغير إلى اسمه الحالي، سيمبا (وهو ما يعني الأسد في اللغة السواحلية).
وصل النادي للمباراة النهائية من كأس الاتحاد الإفريقي عام 1993 ولكنه خسر فيها أمام ستيلا كلوب في ساحل العاج. وكان هذا أعلى إنجاز للفريق التنزاني.
لونا الفريق هما الأحمر والأبيض.
شارك الفريق التنزاني في دوري أبطال أفريقيا 9 مرات، كما شارك في كأس الكونفيدرالية الأفريقية 5 مرات.
أحد أكثر السنوات التي لا تنسى للنادي كان بطل مصر الزمالك عندما فاز عليه عام 2003 في دوري أبطال أفريقيا.

## الألوان والشارة

شعار من 2020

## فريق كرة القدم
بيير لوشانتر هو المدير الفني لفريق كرة القدم لنادي سيمبا منذ يناير 2018 خلفًا للفرنسي باتريك لويج.

## إنجازات الفريق

### محليًا
الدوري التنزاني الممتاز 
- الفائز (22): 1965 ، 1966 ، 1973 ، 1976 ، 1977 ، 1978 ، 1979 ، 1980 ، 1993 ، 1994 ، 1995 ، 2001 ، 2002 ، 2003 ، 2004 ، 2007 ، 2009 –10 ، 2011–12 ، 2017–18 ، 2018–19 ، 2019–20 ، 2020–21

كأس نيريري 
- الفائز (3): 1984 ، 1995 ، 2000

كأس تنزانيا 
- الفائز (4): 1995 ، 2016-17 ، 2019-20 ، 2020-2021
- الوصيف (3): 1974 ، 1998 ، 2000

دوري دار السلام
- الفائز (2): 1944 ، 1946

كأس توسكر 
- الفائز (5): 2001 ، 2002 ، 2003 ، 2005 ، 2005
- الوصيف (1): 2006

درع المجتمع 
- الفائز (9): 2002 ، 2003 ، 2005 ، 2011 ، 2012 ، 2017 ، 2018 ، 2019 ، 2020
- الوصيف (2): 2001 ، 2010 ، 2021

كأس مابيندوزي 
- الفائز (3): 2011 ، 2015 ، 2022
- الوصيف (5): 2014 ، 2017 ، 2019 ، 2020 ، 2021

### قاريًا
كأس سيكافا للأندية 
- الفائز (6): 1974 ، 2020 ، 1991 ، 1992 ، 1995 ، 1996 ، 2002
- الوصيف (6): 1975 ، 1952 ، 1978 ، 1981 ، 2003 ، 2011 ، 2018

كأس الاتحاد الأفريقي 
- الوصيف (1): 1993